# 冰淇淋車 (汽車)

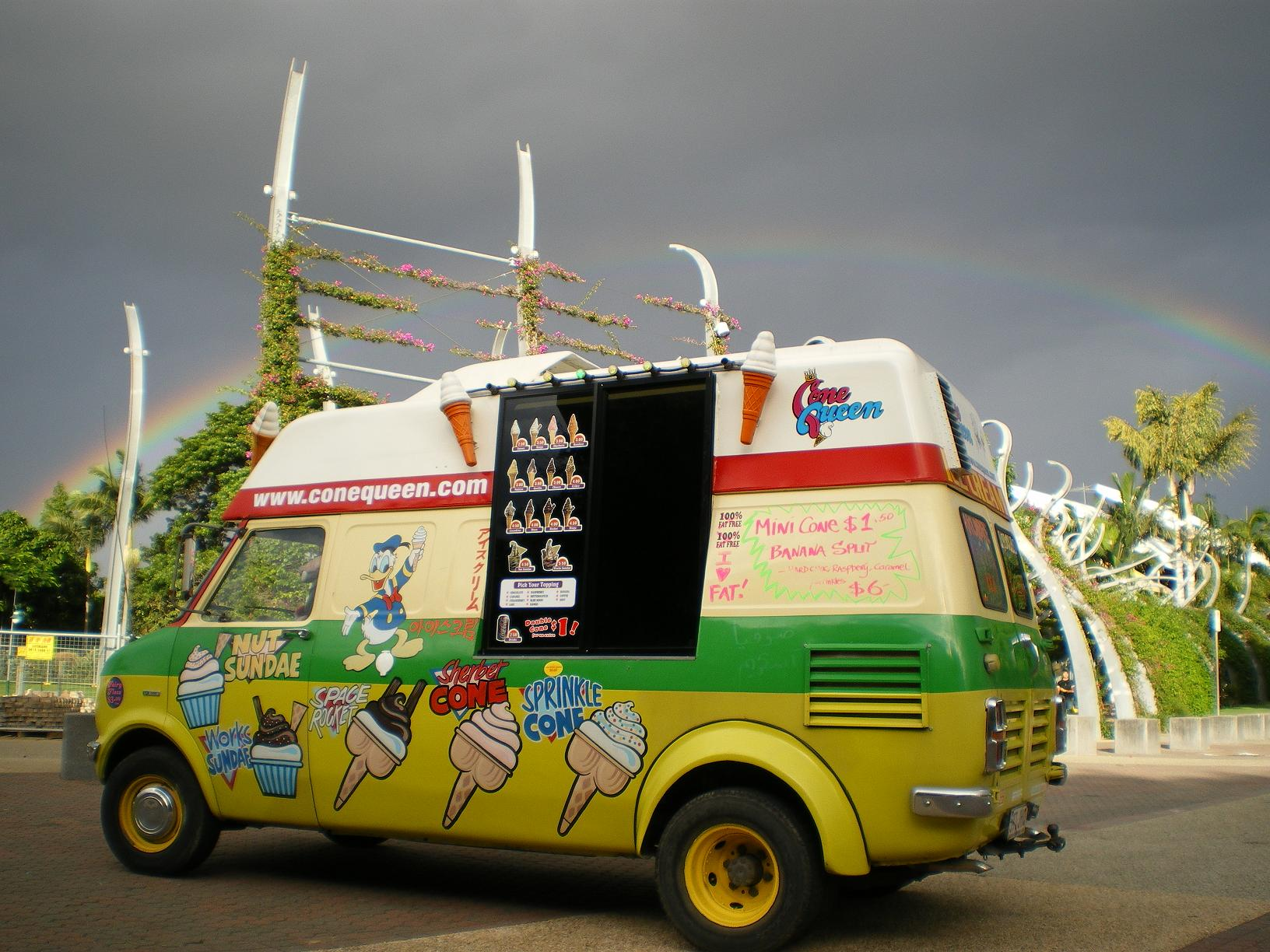
澳洲一輛冰淇淋車，車身繪有冰淇淋和唐老鴨圖樣，黑色方形處為車窗，上有冰淇淋口味選擇和價格

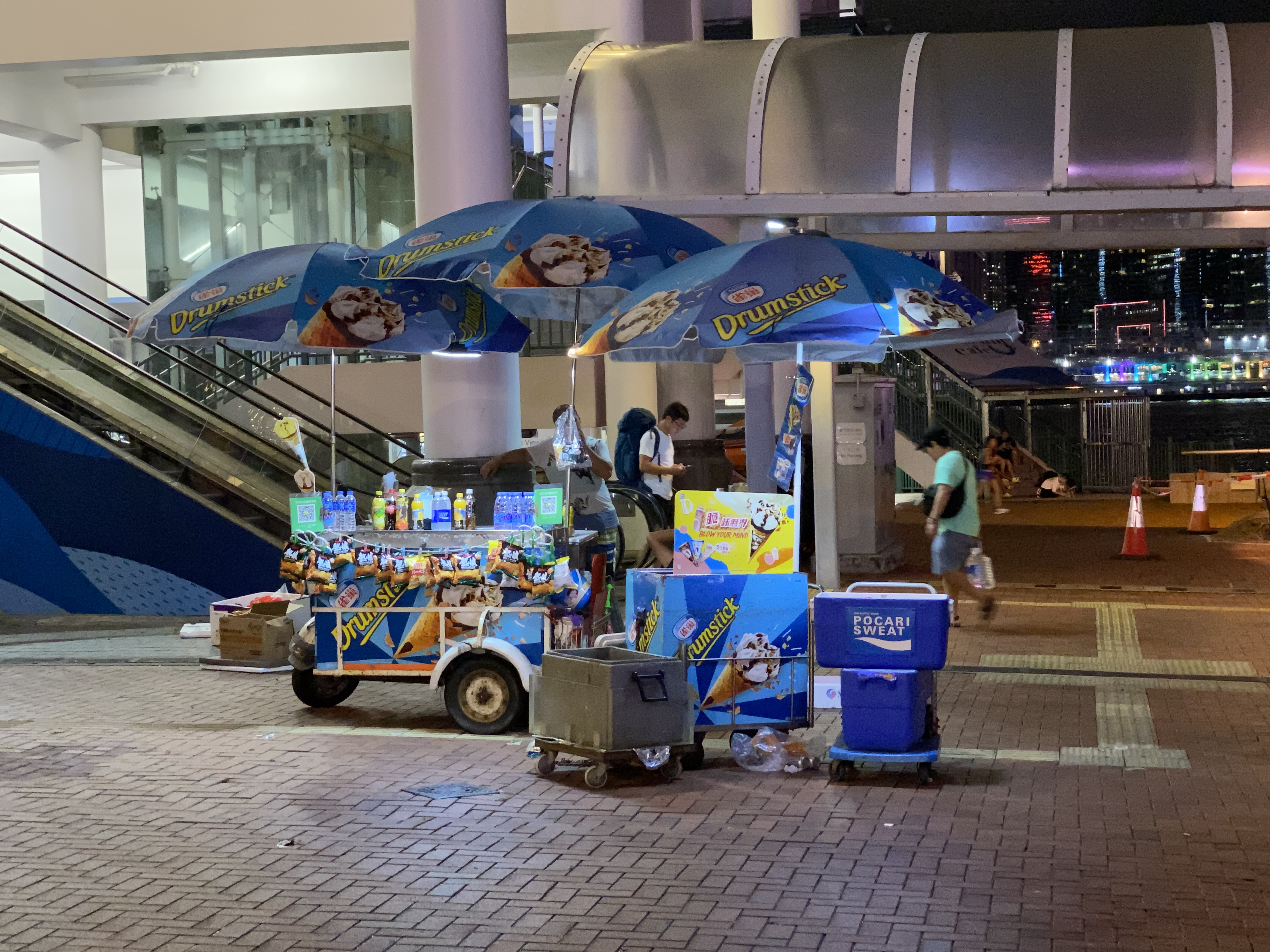
香港的雪糕車

冰淇淋車是一種冰淇淋零售業者作為流動販賣店的商用車輛，通常在夏季出現，停駐在公園、海灘或大型活動等人潮聚集處。它的顧客對象主要為幼童，因此時常行駛於學校周圍或住宅區。普遍而言，冰淇淋車在每一個定點只做短暫的停留，隨後便移往他處。
冰淇淋車外觀一般以亮彩色為基礎，並以冰淇淋或卡通人物等繽紛的圖案作為裝飾。它的車身上常畫有標語，包括「停下來、買支冰淇淋吧！」、「留意兒童」，具有商業宣傳功效，或提醒家長在過街購買冰淇淋時注意來車。在美國的許多冰淇淋車有停車讓行標誌或者閃光燈, 有些本地法規甚至保障這些標誌或閃光燈的法律效力。它的車身兩側裝有大型滑動式玻璃窗，上方常貼有商品小圖樣和價格說明，是冰淇淋的販賣窗口。冰淇淋車的最大特色之一是它所播送的音樂，一般取自家喻戶曉、易於辨認的旋律，如民謠或童謠。常見曲子包括美國的〈稻草裡的火雞〉、〈娛樂者〉、〈音樂盒舞者〉和〈康城賽馬〉，或英國的〈綠袖子〉、〈幹活兒吹口哨〉、〈你是我的陽光〉、〈英超主題曲〉等。
多數冰淇淋車售有包裝冰棒和甜筒裝霜淇淋。霜淇淋可澆上草莓等口味的糖漿，頂部灑上糖花（sprinkles），英國則習慣在霜淇淋上插上一支薄片巧克力棒（flake）。許多冰淇淋商為滿足多元需求，也利用冰淇淋車的冷凍系統販賣冰涼的罐裝或瓶裝飲品，像是奶昔。
早期冰淇淋車多採用大塊乾冰保冰，因此車輛駐停時並不啟動馬達；音樂則是以人工轉動把手驅動，旋律經常斷斷續續。